# ستيريون إبري
ستيريون إبري (الاسم العلمي:Satyrium aciculare) هو نوع من النباتات يتبع جنس الستيريون من الفصيلة السحلبية.